# Großsteingräber bei Panker
Die Großsteingräber bei Panker sind zwei megalithische Grabanlagen der jungsteinzeitlichen Nordgruppe der Trichterbecherkultur (TBK) in der Gemeinde Panker im Kreis Plön in Schleswig-Holstein. Sie tragen die Sprockhoff-Nummern 187 und 188 und entstanden zwischen 3500 und 2800 v. Chr.

## Lage
Die beiden Großsteingräber liegen südwestlich von Panker im Waldgebiet Strenzerberg direkt an, bzw. im Fall von Grab 2 auf der Feldmarkgrenze zu Giekau. Panker 1 wurde auf einem 87 m hohen Hügel errichtet und ist das nördliche der beiden Gräber, Panker 2 mit der Sprockhoff-Nr. 188 liegt etwa 50,0 Meter südsüdöstlich.
Knapp 1 km westnordwestlich liegt das weitgehend zerstörte Großsteingrab Giekau.

## Beschreibung

### Grab 1

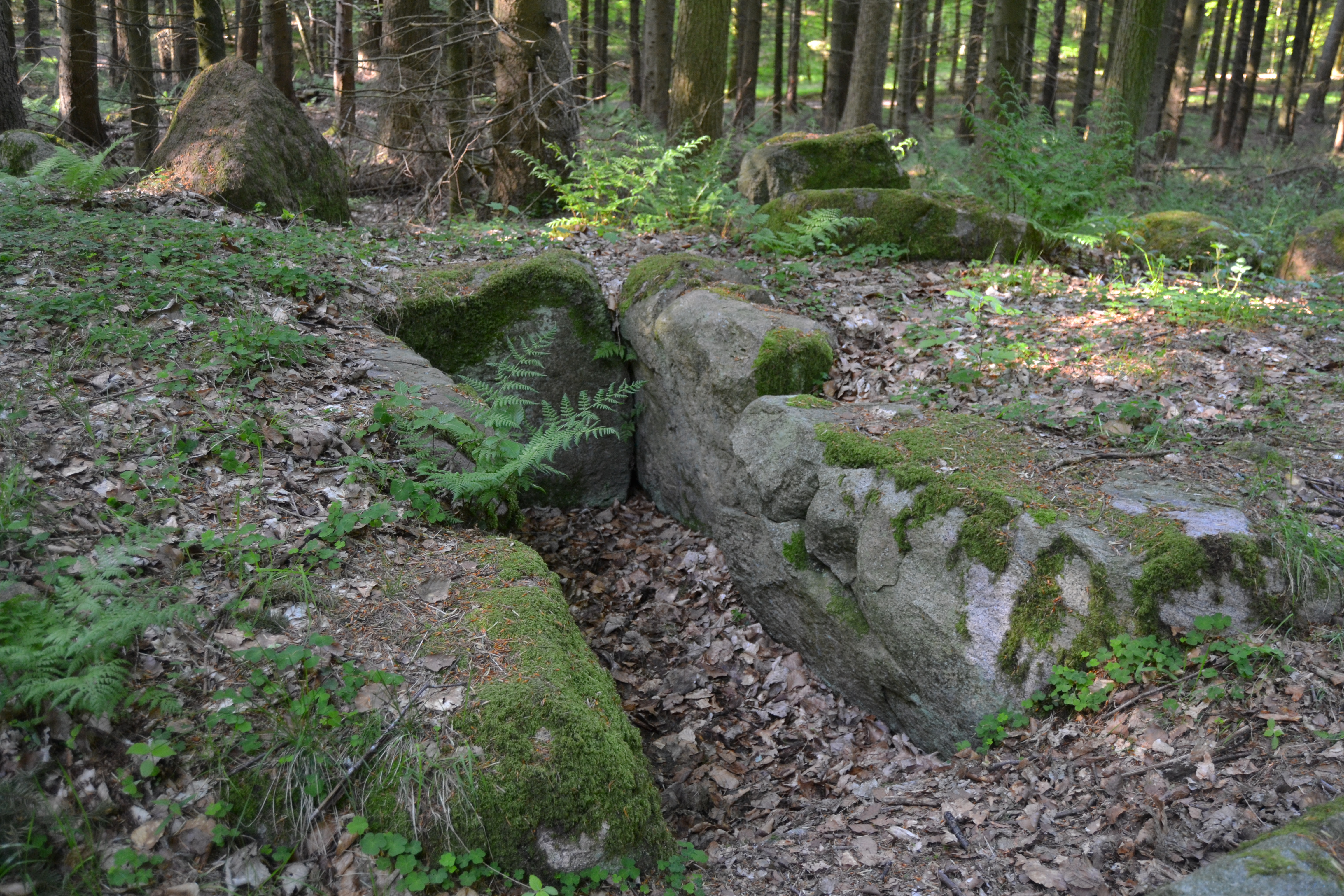
Grab 1: Die Grabkammer liegt quer zur Längsachse

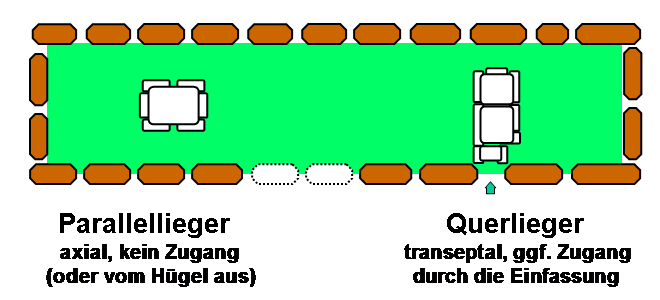
Parallel- und Querlieger

Grab 1 besitzt ein Ost-West-orientiertes rechteckiges Hünenbett mit einer Länge von 26 m und einer Breite von 5 m. Die Umfassung ist weitgehend vollständig erhalten, jedoch gibt Ernst Sprockhoff an, dass in den 1930er Jahren oder etwas früher viele kleine Steine hinzugefügt worden sein sollen. Im Hünenbett befindet sich etwas westlich der Mitte als „Querlieger“ eine etwa Nordwest-Südost orientierte, also schräg zur Achse stehende Grabkammer. Bei dieser handelt es sich um einen erweiterten Dolmen mit einer Länge von 2,0 m und einer Breite von 0,8 m. Jede Langseite weist zwei Wandsteine auf, die noch in situ stehen. Die beiden Wandsteinpaare sind zueinander etwas versetzt und schräg nach innen geneigt. An der nordwestlichen Schmalseite befindet sich ein Abschlussstein und an der südöstlichen Schmalseite ein Eintrittstein, der etwa 0,5 m niedriger ist als die Wandsteine. Von den beiden Decksteinen der Kammer liegt der südöstliche abgewält vor der südöstlichen Schmalseite. Nordöstlich der Kammer liegen mehrere Steine in Ordnung. Sprockhoff vermutete, dass es sich dabei um den nordwestlichen Deckstein der Kammer und mehrere Umfassungssteine handelt. Er konnte aber nicht mehr bestimmen, welcher von ihnen der Deckstein ist. Ein Gang, der einem erweiterten Dolmen vorgelagert sein kann, war nicht nachzuweisen. Die beiden Decksteine fehlen. Vorhanden sind der Endstein und ein flacherer und niedrigerer Eintrittsstein.

### Grab 2

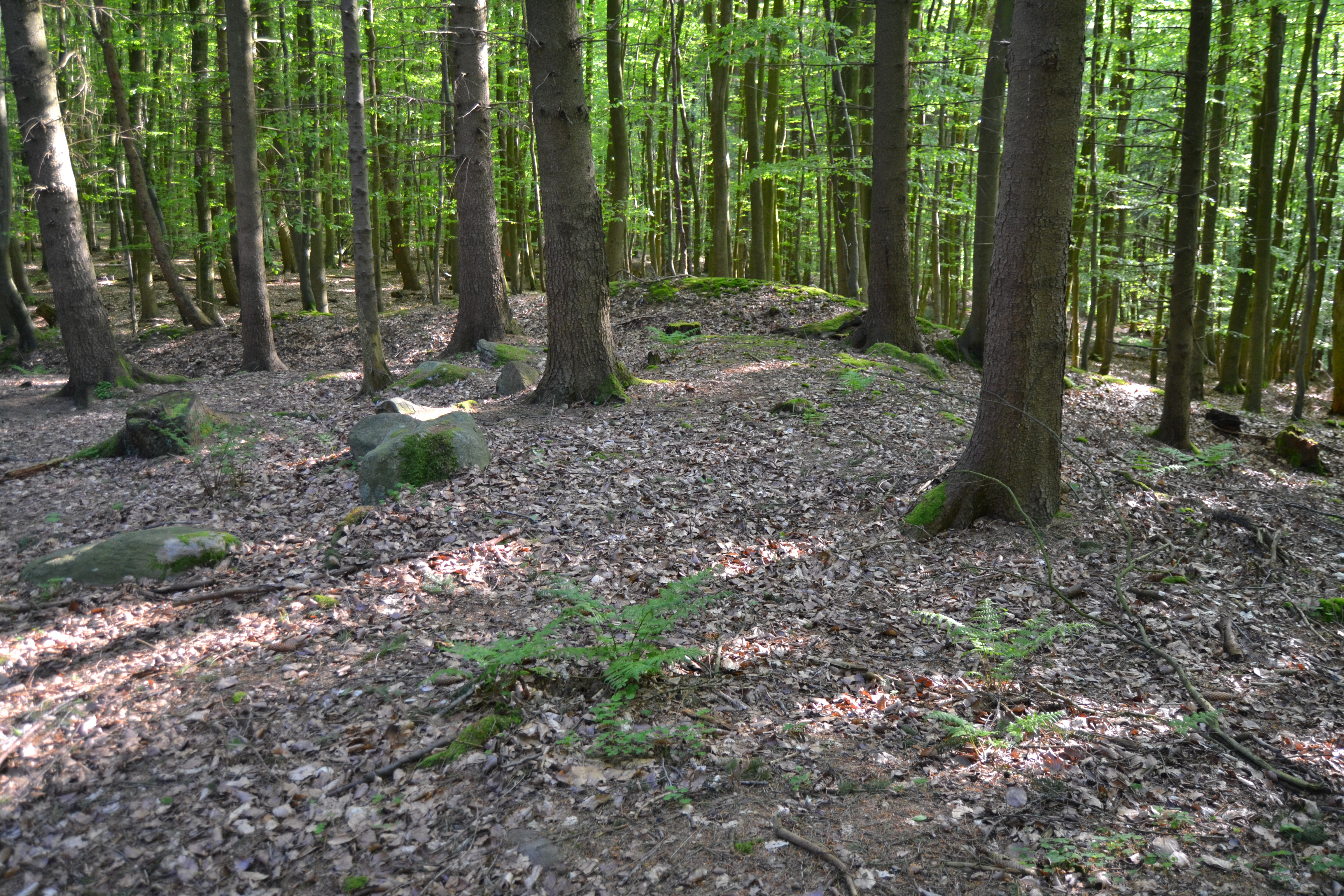
Das stark zerstörte Grab 2

Grab 2 besitzt ein nordost-südwestlich orientiertes Hünenbett, dessen Südwestteil zerstört ist. Die steinerne Umfassung ist noch auf einer Länge von 16 m erhalten, die Breite beträgt 5 m. An der südöstlichen Langseite sind 15 und an der nordwestlichen zehn Steine zu erkennen, die teilweise verlagert sind. Ein einzelner Stein dürfte zur nordöstlichen Schmalseite des Hünenbetts gehören. Recht nahe am Südwestende des erhaltenen Teils der Anlage befindet sich in der Mitte des Hünenbetts ein einzelner Stein, bei dem es sich vielleicht um einen Wandstein der Grabkammer handelt. Das ursprüngliche Aussehen der Kammer lässt sich nicht mehr rekonstruieren.